# Transformers (игра, 2003)
Transformers (яп. トランスフォーマー, также известна как Transformers Tatakai или Tataki, Transformers: Call of the Future) — видеоигра в жанре экшена от третьего лица для приставки PlayStation 2, разработанная японской компанией Winkysoft. Первая, начиная с The Transformers: Mystery of Convoy (1986), игра о «первом поколении» вымышленной вселенной роботов Трансформеров. Анонсирована под названием Transformers: Generation Zero на выставке Tokyo Game Show в сентябре 2002 года, выпущена эксклюзивно в Японии 30 октября 2003 года.

## Сюжетная завязка
Несколько роботов из противоборствующих групп Трансформеров — Автоботов и Десептиконов — пропадают при изучении двух неопознанных летательных аппаратов, приземлившихся на планете Зел Шумин (Самин), таинственным источником энергии на которой пользуются жители соседних обитаемых планет. Командир Автоботов Оптимус Прайм и предводитель Десептиконов Мегатрон лично отправляются вслед за своими соратниками.

## Геймплей
Игрок выбирает предпочитаемую сторону (Автоботов или Десептиконов), робота, которым он будет управлять напрямую, двух роботов-помощников и их расположение относительно главного, — последнее потенциально должно вносить некий стратегический элемент, отражаясь на характере их действий, но, по оценке обозревателя портала IGN, в целом это влияет на происходящее мало. При первичном прохождении на выбор есть три варианта основного трансформера: соответственно, Оптимус Прайм, Уилджек и Джаз у Автоботов и Мегатрон, Старскрим и Саундвейв у Десептиконов. После успешного завершения игры при начале новой открывается доступ к более широкому набору персонажей.
Игровой процесс разделён на 10 уровней и преимущественно заключается в продвижении команды по череде каньонов планеты, в ходе которого на каждом участке нужно уничтожить врагов для попадания на следующий (чему в противном случае мешает невидимая преграда). Также присутствуют миссии, целью которых является, например, пересечение минного поля или стрельба по мишеням. Полное прохождение игры за обе стороны занимает около 10 часов на обычном уровне сложности.
Игрок может совершать удары рукой или ногой, стрелять из оружия дальнего боя (расходует энергию), применять комбинации приёмов (в том числе совместные с помощниками, а к завершению сражения с боссом уровня — дополнительные). После трансформации из формы робота в техническое средство возможно использование особых атак. Также управляемый персонаж может прыгать и закрываться блоком от наносимых ему ударов.
На месте побеждённых противников появляются энергоновые кубы или бонусы, пополняющие шкалы здоровья или энергии. Третья шкала — шкала «искры» (согласно канону вселенной, сущности, одушевляющей каждого трансформера) — заполняется по мере нанесения урона врагам. Энергон используется по окончании каждого уровня для улучшения характеристик персонажа или оружия, — при прохождении всей кампании произведённые за это время усовершенствования сбрасываются, не переносясь на будущие новые старты. Энергия, помимо стрельбы, также затрачивается на пребывание в режиме техники и применение особых приёмов.
В игре присутствует только англоязычная озвучка, кроме того, на английский возможно переключить меню и иные отображаемые тексты.

## Реакция критиков
К удачным аспектам игры рецензенты относят качественные заставки; некоторые из них длятся более 10 минут, однако их можно пропускать. Одобрительно высказываются о наличии большого числа (всего — около 100) не только популярнейших, но и менее известных трансформеров первого поколения, среди как NPC, так и доступных для управления (38). При этом их внешний вид и анимация преобразования между режимами были переданы достаточно корректно, хоть и не в деталях. Журналист и гейм-дизайнер Олли Бардер отметил сбалансированность использования специальных способностей и системы расходования энергии. Корреспондент IGN предпочёл самой игре подарочный DVD-диск к её первому тиражу, содержащий фрагменты мультсериала и рекламные ролики игрушечных Трансформеров. Критик японского сайта Impress Watch Фукуда Сакутаро, похвалив сюжет и образы персонажей, перекликающиеся с источником, обобщил главный плюс как создание ностальгических чувств у пользователей.
Игру критикуют за крайне неудобное, неотзывчивое управление, в том числе без распространённой механики быстрого поворота в противоположную сторону, без возможности покинуть ближний бой и контратаковать при выполнении блока; за неудачное, почти неконтролируемое перемещение камеры. Трансформирование в режим техники малофункционально — для транспортных средств, помимо прочего, из-за небольшой площади локаций, где проходят сражения, но может быть применимо для оперативного подбора бонусов и нанесения урона врагам путём столкновения с ними.
Графика угловата: испанский портал MeriStation отмечает «ступеньки» и скачки числа полигонов. Окружение и в частности текстуры примитивны и однообразны. По выражению обозревателя IGN Айвана Сулика, единственное, что можно было бы назвать хоть в какой-то степени положительной чертой игровых текстур, — это само их присутствие, что по крайней мере лучше каркасной графики. Анимация персонажей дёрганая и однотипна у разных роботов. Заставки технологически, по мнению Сулика, находятся на уровне внутриигровой графики вышедшей на следующий год игры (также известной как Transformers Armada) по этой вселенной от австралийского подразделения студии Atari. В совокупности графическую составляющую рецензенты оценивают как свойственную, скорее, поколению игр для более ранней приставки PlayStation.
Встроенная база данных не очень содержательна и не включает, например, сведений о размере роботов и о мультфильмах, в которых они появлялись. В самой игре для упрощения боевой механики все персонажи отмасштабированы одинаково.
Актёры озвучивания стараются имитировать особенности голосов, а также речевые обороты из первого мультсериала, но в целом озвучка некачественна, как и сами тексты. Музыкальное сопровождение не имеет отношения к оригинальным произведениям, звуковые эффекты, напротив, узнаваемы и уместны, но и то, и другое непримечательно.
Айван Сулик называет Transformers своего рода пешим, неудобным и скучным аналогом Grand Theft Auto. Олли Бардер и обозреватель испанского издания Vandal Луис Санхурхо указывают на общие черты со слэшером Dynasty Warriors, но в этом контексте отмечают разные стороны геймплея: в то время как первый говорит о большем инструментарии боёв при топорности управления и меньшей глубине, второй пишет о куда более низкой динамичности сражений, ссылаясь на одновременное участие в них лишь до 5 противников. Крис Хоффман из журнала Play констатирует, что игра не сравнима по качеству с Transformers 2004 года даже на стадии пре-альфа-версии той; по сложившемуся у него впечатлению, она была плохо отлажена. С чем согласен Санхурхо, по мнению которого в бета-версии игра представляла собой один из худших на тот момент продуктов для приставки PlayStation 2. Сайт IGN включил Transformers в пятёрку самых плохих японских игр 2003 года, среди них выделив её особо.
Критики в основном солидарны по поводу неинтересности, однообразия игрового процесса, но разделились в вопросе о том, кому имело бы смысл порекомендовать игру: Бардер, онлайн-издания Comic Book Resources и Impress Watch, журнал Edge считают, что она может заинтересовать по крайней мере фанатов вселенной Трансформеров, с точки же зрения IGN и Vandal, на неё не стоит обращать внимания даже поклонникам.